# 法務部矯正署高雄第二監獄
法務部矯正署高雄第二監獄（簡稱高雄第二監獄）是中華民國法務部矯正署所屬監獄，位在臺灣高雄市燕巢區，並與法務部矯正署高雄看守所（簡稱高雄看守所）合署辦公。一般依所在地稱「燕巢監獄」。

## 歷史
- 臺灣日治時期為臺南地方法院高雄出張所，1945年中華民國接管臺灣後改設臺灣高雄看守所（即「高雄看守所」）。
- 1986年，因房舍老舊、設施不足，遷建於燕巢正德新村新址。
- 1990年，因應高雄高分院成立，增設刑場。
- 2002年1月1日，奉行政院指示改設臺灣高雄第二監獄，與高雄看守所合署辦公。
- 2011年1月1日，法務部矯正司改制為法務部矯正署後，更名為法務部矯正署高雄第二監獄。

## 組織
- 典獄長
  - 副典獄長
    - 秘書

行政單位
- 戒護科
- 衛生科
- 總務科
- 調查分類科
- 教化科
- 作業科
- 人事室
- 會計室
- 統計室
- 政風室

委員會
- 監務委員會
- 假釋審查委員會
- 調查分類指導委員會
- 教化指導委員會
- 作業指導委員會
- 衛生指導委員會
- 感染管制委員會

## 正在關押的死刑犯
| 案件               | 涉案人 | 備註                                                           |
| ------------------ | ------ | -------------------------------------------------------------- |
| 高雄陳姓女講師命案 | 張嘉瑤 | 性侵、強盜殺人，時任現役軍人，案發次日遭汰除並連帶強制退伍。   |
| 鄭武松殺人案       | 鄭武松 | 原大貨車司機，亂刀砍死前妻及前妻的陳姓男友。                   |
| 楊書帆情殺案       | 楊書帆 | 因分手先砍傷女友在先，其後又持刀至長庚醫院地下街當眾割喉致死。 |
| 廖敏貴殺人案       | 廖敏貴 | 夥同女友黃可暄謀殺女友前夫公婆，共犯黃可暄無期徒刑執行中。     |
| 鳳山綁架撕票分屍案 | 歐陽榕 | 撕票女友人後，肢解棄屍。                                       |